# 침식 (형태학)

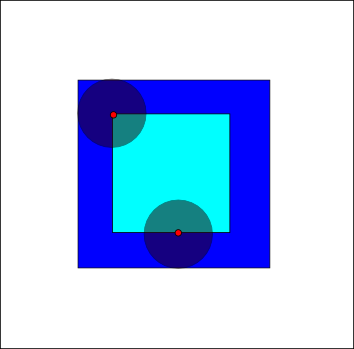
진한 파란색 정사각형을 원판으로 침식시킨 것으로, 밝은 파란색 정사각형을 만든다.

침식(erosion, 보통 ⊖으로 나타냄)은 다른 모든 형태학 연산을 기반으로 하는 형태학적 영상 처리에서 두 기본 연산 중 하나이다 (다른 하나는 팽창이다). 이것은 원래 이진 이미지를 위해서 정의되었는데, 나중에는 회색조 이미지로 확장되고, 결과적으로는 완비 격자까지도 확장되었다.

## 이진 침식
이진 형태학에서, 이미지는 어떤 d차원의 유클리드 공간 {\displaystyle \mathbb {R} ^{d}}이나 정수 격자 {\displaystyle \mathbb {Z} ^{d}}의 부분집합이다.
이진 형태학의 기본 아이디어는 단순하고 미리 정의된 형태의 이미지를 탐색해서, 이 형태가 이미지의 형태와 얼마나 맞거나 벗어나는지를 결론짓는 것이다. 이 간단한 "탐색"은 구조적 요소라고 불리고, 자체도 이진 이미지이다(즉, 공간이나 격자의 부분집합).
E를 유클리드 공간이나 정수 격자라고 하고, A를 E에 있는 이진 이미지라고 하자.
구조적 요소 B에 대한 이진 이미지 A의 침식은 다음과 같이 정의된다:
{\displaystyle A\ominus B=\{z\in E|B_{z}\subseteq A\}},
이 때, Bz는 B를 벡터 z에 대해서 평행이동한 것이다. 즉, {\displaystyle B_{z}=\{b+z|b\in B\}}, {\displaystyle \forall z\in E}이다.
구조적 요소 B가 중심을 가지고(예: 원판이나 정사각형), 중심이 E의 원점에 위치하면, B에 대한 A의 침식은 by B가 A의 내부에서 움직일 때의 B의 중심의 자취로 생각할 수 있다. 예를 들어, 원점을 중심으로 하고 한 변의 길이가 10인 정사각형을 원점을 중심으로 하고 반지름이 2인 원판으로 하는 침식은 원점을 중심으로 하고 한 변이 6인 정사각형이다.
B에 대한 A의 침식은 다음과 같은 표현으로도 쓸 수 있다: {\displaystyle A\ominus B=\bigcap _{b\in B}A_{-b}}, 여기서 A-b는 A를 -b에 대해서 평행이동 시킨 것이다.

### 예시
A가 13 x 13 행렬이고 B가 3 x 3 행렬이라고 가정하자:
```
    1 1 1 1 1 1 1 1 1 1 1 1 1
    1 1 1 1 1 1 0 1 1 1 1 1 1
    1 1 1 1 1 1 1 1 1 1 1 1 1
    1 1 1 1 1 1 1 1 1 1 1 1 1
    1 1 1 1 1 1 1 1 1 1 1 1 1
    1 1 1 1 1 1 1 1 1 1 1 1 1               1 1 1
    1 1 1 1 1 1 1 1 1 1 1 1 1               1 1 1
    1 1 1 1 1 1 1 1 1 1 1 1 1               1 1 1
    1 1 1 1 1 1 1 1 1 1 1 1 1
    1 1 1 1 1 1 1 1 1 1 1 1 1
    1 1 1 1 1 1 1 1 1 1 1 1 1
    1 1 1 1 1 1 1 1 1 1 1 1 1
    1 1 1 1 1 1 1 1 1 1 1 1 1
```

B의 중심이 원점에 있다고 가정하면, A에 있는 모든 픽셀에 대해서 B의 원점을 삽입(superimpose)하고, B가 완전히 A에 포함되면 그 픽셀을 남기고 아니면 지운다.
따라서 B에 대한 A의 침식은 아래의 13 x 13 행렬로 주어진다.
```
    0 0 0 0 0 0 0 0 0 0 0 0 0
    0 1 1 1 1 0 0 0 1 1 1 1 0
    0 1 1 1 1 0 0 0 1 1 1 1 0
    0 1 1 1 1 1 1 1 1 1 1 1 0
    0 1 1 1 1 1 1 1 1 1 1 1 0
    0 1 1 1 1 1 1 1 1 1 1 1 0
    0 1 1 1 1 1 1 1 1 1 1 1 0
    0 1 1 1 1 1 1 1 1 1 1 1 0
    0 1 1 1 1 1 1 1 1 1 1 1 0
    0 1 1 1 1 1 1 1 1 1 1 1 0
    0 1 1 1 1 1 1 1 1 1 1 1 0
    0 1 1 1 1 1 1 1 1 1 1 1 0
    0 0 0 0 0 0 0 0 0 0 0 0 0
```

이것은  B가 A의 내부에 완전히 포함될 때만 그 픽셀의 값이 유지되고, 아니면 그 픽셀은 지워지거나 침식된다.

### 특성
- 침식은 병진 불변이다.
- 이것은 단조증가이다. 즉, {\displaystyle A\subseteq C}이면, {\displaystyle A\ominus B\subseteq C\ominus B}이다.
- E의 원점이 구조적 요소 B에 있으면, 침식은 반-확장적이다. 즉, {\displaystyle A\ominus B\subseteq A}이다.
- 침식은 {\displaystyle (A\ominus B)\ominus C=A\ominus (B\oplus C)}을 만족시킨다. 여기서 {\displaystyle \oplus }는 형태학적 팽창을 의미한다.
- 침식은 교집합에서 분배법칙이 성립한다

## 회색조 침식

회색조 이미지를 5x5 크기의 단순한 구조적 요소를 사용한 침식의 예시이다. 위에 있는 그림은 원래의 이미지에 있는 각각의 픽셀에 구조적 함수를 적용하는 창을 나타낸다. 아래의 그림은 결과로 나타나는 침식된 이미지를 나타낸다.

회색조 형태학에서, 이미지는 유클리드 공간이나 격자 E에서 {\displaystyle \mathbb {R} \cup \{\infty ,-\infty \}}로 맵핑되는 함수이다. 여기서 {\displaystyle \mathbb {R} }은 실수의 집합이고, {\displaystyle \infty }은 어떤 실수 보다 큰 수이고, {\displaystyle -\infty }은 어떤 실수 보다 작은 수이다.
이미지를 f(x)로 나타내고 구조적 함수를 b(x)하고 나타내고 B는 b(x)가 정의된 공간이라면, b에 대한 f의 회색조 침식은 다음과 같이 주어진다:
{\displaystyle (f\ominus b)(x)=\inf _{y\in B}[f(x+y)-b(y)]},
여기서 "inf"는 하한을 의미한다.
다르게 말하면 한 점의 침식은 그 근방에 있는 점의 최소이고, 그 근방은 구조적 요소로 정의되어 있다. 이렇게 보면 이것은 중간값 필터나 가우스 필터와 같이 많은 다른 이미지 필터와 유사하다.

## 완비 격자에서 침식
완비격자는 모든 부분집합이 상한과 하한을 가지는 부분 순서 집합이다. 특히, 이것은 최소 원소와 최대 원소를 포함한다 ("universe"라고도 불린다).
{\displaystyle (L,\leq )}를 상한과 하한이 각각 {\displaystyle \vee }와 {\displaystyle \wedge }으로 기호화된 완비 격자라고 하자. 이것의 전체 집합과 최소 원소는 각각 U와 {\displaystyle \varnothing }로 기호화되어 있다. 더 나아가서, let {\displaystyle \{X_{i}\}}를 L에 있는 원소의 모임으로 두자.

침식은 하한에 분포하는 어떤 연산자 {\displaystyle \varepsilon :L\rightarrow L}이고, 전체 집합을 보존한다:
- {\displaystyle \bigwedge _{i}\varepsilon (X_{i})=\varepsilon \left(\bigwedge _{i}X_{i}\right)},
- {\displaystyle \varepsilon (U)=U}.

## 같이 보기
- 수학적 형태학
- 팽창
- 열기
- 닫기

## 참고 문헌
- Image Analysis and Mathematical Morphology by Jean Serra, ISBN 0-12-637240-3 (1982)
- Image Analysis and Mathematical Morphology, Volume 2: Theoretical Advances by Jean Serra, ISBN 0-12-637241-1 (1988)
- An Introduction to Morphological Image Processing by Edward R. Dougherty, ISBN 0-8194-0845-X (1992)
- Morphological Image Analysis; Principles and Applications by Pierre Soille, ISBN 3-540-65671-5 (1999)
- R. C. Gonzalez and R. E. Woods, Digital image processing, 2nd ed. Upper Saddle River, N.J.: Prentice Hall, 2002.